# Amphicerus
Amphicerus là một chi bọ cánh cứng.